# 舟入本町停留場

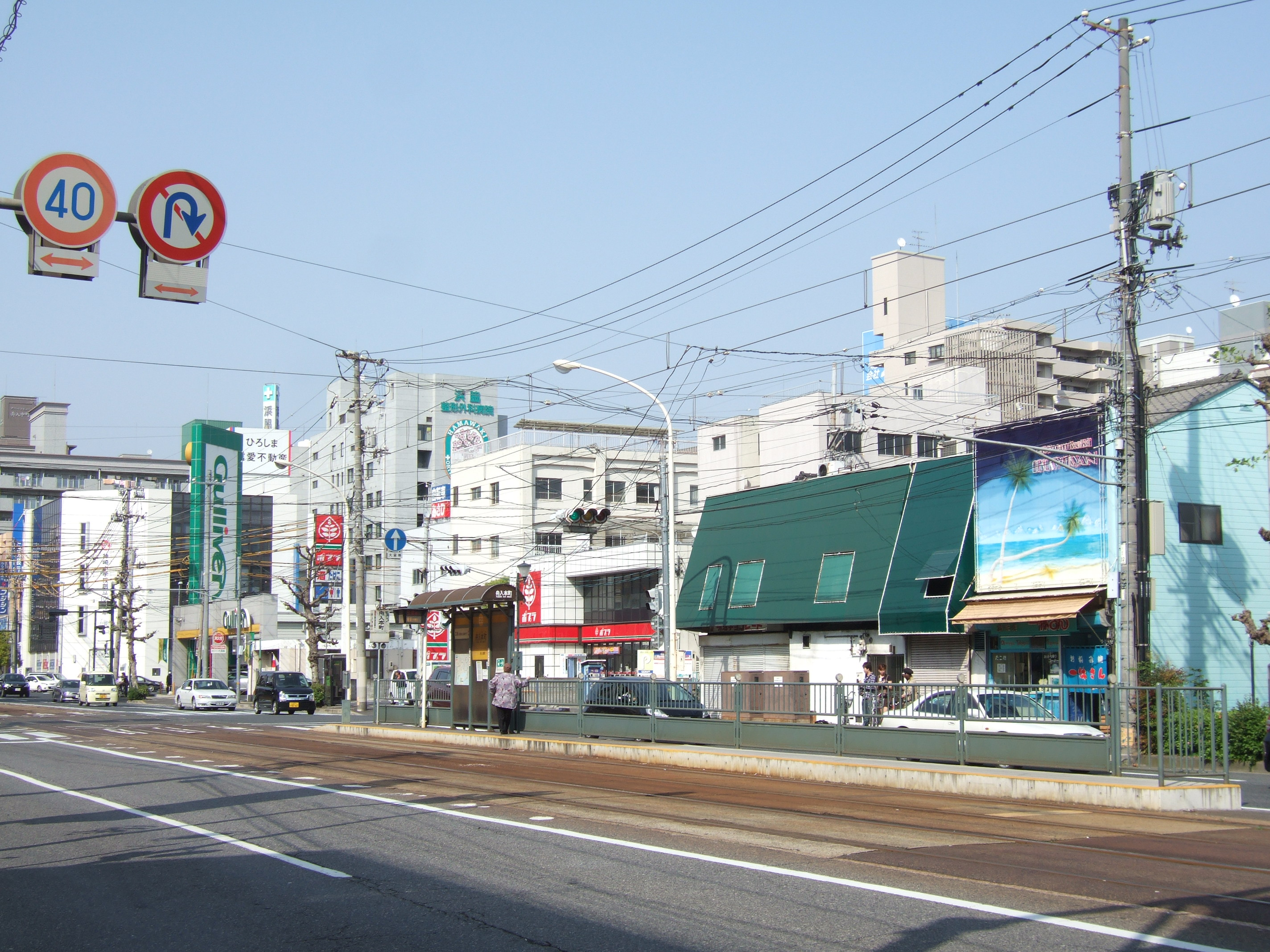
江波方向月台

舟入本町停留場（日语：／ Funairi-hon-machi teiryūjō */?），又稱舟入本町電車站，是位於廣島縣廣島市中區舟入本町，廣島電鐵江波線的電車站。車站編號為E2。

## 歷史
此電車站是在1943年（昭和18年），江波線土橋至此電車站之間開通之際啟用。當初為江波線終點站，半年後路線延伸至舟入南町（現時：舟入南）。在1945年（昭和20年）8月6日，廣島市被投下原子彈，使江波線全線暫停營業，於2年後的1947年（昭和22年）全線重開。
- 1943年（昭和18年）12月26日 - 江波線土橋至此電車站之間開通，此電車站啟用[1][3]。
- 1944年（昭和19年）6月20日 - 江波線此電車站至舟入南町之間開通[1]。
- 1945年（昭和20年）8月6日 - 廣島市被投下原子彈，使江波線不能通行[1]。
- 1947年（昭和22年）11月1日 - 江波線全線重開[1]。
- 2008年（平成20年）3月 - 進行月台延長工程，使此電車站可容納接掛電車。
- 2013年（平成25年）2月15日 - 9號線路線從八丁堀延長至江波，9號線開始停靠此電車站。

## 電車站構造
電車站是建造在共用行車道上。電車站設有2面2線的相對式低地台月台（千鳥式月台），路線向南北兩邊延伸。兩月台之間設有路口。路口北邊是土橋方向的上行月台，南邊是江波方向的下行月台。
月台在2008年（平成20年）進行改善工程，使月台可容納接掛電車。

### 運行系統
此電車站是江波線電車站之一。6、8、9系統會駛入此站。
| 上行月台 | 6號線                 | 前往廣島站 |
| 上行月台 | 8號線                 | 前往橫川站 |
| 上行月台 | 9號線                 | 前往白島   |
| 下行月台 | 6號線 · 8號線 · 9號線 | 前往江波   |

## 電車站周邊
電車站附近都是住宅區。在電車站路口東西兩方設有商店街。從電車站向西邊步行一段距離可到達天滿川，向東邊步行一段距離可到達舊太田川（本川）。向北邊步行一段距離可到達國道2號。
- 舟入本町商店街
- 廣島市立神崎小學（日语：広島市立神崎小学校）
- 廣島市立舟入市民醫院（日语：広島市立舟入市民病院）
- 廣島醫師會館
- 廣島縣立廣島觀音高等學校（日语：広島県立広島観音高等学校）
- 住吉神社
- 廣電巴士（日语：広電バス） 舟入本町巴士站

## 相鄰電車站
廣島電鐵
■江波線
舟入町（E1）－舟入本町（E2）－舟入幸町（E3）

## 注腳
1. 1 2 3 4 5 6 7  長船友則. . JTB Can Books. JTB出版. 2005: 150–157. ISBN 4-533-05986-4 （日语）.
2. ↑  今尾惠介（監修）. . 11 中国四国. 新潮社. 2009: 38. ISBN 978-4-10-790029-6 （日语）.
3. ↑  . 広島電鉄. 2012: 430 （日语）.
4. 1 2 3  川島令三. . 【図説】 日本の鉄道. 第7巻 広島エリア. 講談社. 2012: 15・84頁. ISBN 978-4-06-295157-9 （日语）.
5. 1 2  川島令三.  中国篇 2. 草思社. 2009: 103・108頁. ISBN 978-4-7942-1711-0.

## 外部連結
- 舟入本町 | 電車情報：電停指南 （页面存档备份，存于）（日語） - 廣島電鐵